# Pedro Fraga
Pedro Diogo Rosas Cardoso Fraga (Paranhos, 27 de enero de 1983) es un deportista portugués que compitió en remo.
Ganó cinco medallas en el Campeonato Europeo de Remo entre los años 2010 y 2014. Participó en tres Juegos Olímpicos de Verano, ocupando el octavo lugar en Pekín 2008, el quinto en Londres 2012 y el decimotercero en Tokio 2020, en la prueba de doble scull ligero.

## Palmarés internacional
| Campeonato Europeo | Campeonato Europeo          | Campeonato Europeo | Campeonato Europeo      |
| Año                | Lugar                       | Medalla            | Prueba                  |
| ------------------ | --------------------------- | ------------------ | ----------------------- |
| 2010               | Montemor-o-Velho (Portugal) | Medalla de plata   | Doble scull ligero      |
| 2011               | Plovdiv (Bulgaria)          | Medalla de bronce  | Doble scull ligero      |
| 2012               | Varese (Italia)             | Medalla de plata   | Doble scull ligero      |
| 2013               | Sevilla (España)            | Medalla de plata   | Scull individual ligero |
| 2014               | Belgrado (Serbia)           | Medalla de oro     | Scull individual ligero |